# キム・ドンウク (俳優)
キム・ドンウク（김동욱、1983年7月29日 - ）は、韓国の俳優。

## プロフィール
- 韓国芸術総合学校演劇院卒業。
- カトリック信者で、洗礼名はダニエル[2]。
- 2012年8月30日、論山陸軍訓練所に入隊し、ソウル警察庁広報団に服務[3]。2014年5月29日、兵役義務を終了[4]。
- 2023年8月30日、当時の所属事務所のキーイーストが、今冬に一般女性と結婚する事を発表[5]。翌日に、ドンウクが同所属事務所の公式チャンネルにて結婚を報告[6]。同年12月22日、ソウル市内で挙式[7]。
- 2024年8月6日、Instagramを開設[8]。
- 2025年1年24日、2016年から所属していたキーイーストとの契約を終了[9]。翌月、プラムA&Cとの専属契約を締結。

## 出演

### 映画
- スンフン (2004年、韓国） - 王役 ※短編映画
- 僕らのバレエ教室（朝鮮語版） (2004年、韓国） - キム・ギテ役
- アパートメント（朝鮮語版） (2006年、韓国） - シン・ジョンス役
- 後悔なんてしない (2006年、韓国） - カラム役
- Happy Together（朝鮮語版） (2008年、韓国） - ビョンソク役
- 甘いウソ（朝鮮語版） (2008年、韓国） - ハン・ジフン役
- 国家代表!? (2009年、韓国） - チェ・フンチョル役
- オガムド〜五感度〜 (2009年、韓国) - チウン役
- カフェ・ソウル (2009年、日韓合作） - キム・サンジン役
- ダブル捜査線（朝鮮語版） (2010年、韓国） - チェ・ジョンミン役
- あなたの初恋探します (2010年、韓国） - ドクターチョン役
- ロマンティックヘブン（朝鮮語版） (2011年、韓国） - トン・ジウク役
- The Cat ザ・キャット（朝鮮語版） (2011年、韓国） - キム・チュンソク役
- カウントダウン（朝鮮語版） (2011年、韓国） - ナルパリ（飛ぶ蝿）役
- 後宮の秘密（朝鮮語版） (2012年、韓国） - ソンウォン大君役
- スリー・サマー・ナイト（朝鮮語版） (2015年、韓国） - チャ・ミョンソク役
- 神と共に 第一章:罪と罰 (2017年、韓国） - スホン役
- 探偵：リターンズ（朝鮮語版） (2018年、韓国） - クォンチーム長役
- 神と共に 第二章:因と縁 (2018年、韓国） - スホン役
- 私たちの偽装結婚 (2019年、韓国） - ソンソク役

### ドラマ
- ブレーキ (2006年）
- コーヒープリンス1号店  (2007年、MBC） - ジン・ハリム(発音はチン・ハリム) 役
- 止められない結婚（朝鮮語版） (2007年-2008年、KBS） - ワン・サムベク 役
- パートナー（朝鮮語版） (2009年、KBS） - ユン・ジュン 役
- 2009伝説の故郷（朝鮮語版） 静かな村 (2009年、KBS）- ウルス役
- 素直に恋して～たんぽぽ三姉妹～（朝鮮語版） (2010年、MBC） - イ・ジェハ役
- 天使の報酬～愛と野望の果てに～（朝鮮語版） (2011年、MBC） - ムン・ヒョンス役
- 偉大な贈り物（朝鮮語版） (2011年、SBS）- ク・ウラム役
- イニョプの道  (2014年-2015年、JTBC） - キム・ウンギ役
- 幽霊が見える刑事チョヨン（朝鮮語版）(シーズン2) (2015年、OCN） - イ・チョルギュ役
- イケメン・ライダーズ～ソウルを駆ける恋（朝鮮語版） (2015年-2016年、Eチャンネル） - チャ・ギジュン役
- 自己発光オフィス～拝啓 運命の女神さま！～（朝鮮語版） (2017年、MBC） - ソ・ヒョン役
- 客－ザ・ゲスト－（朝鮮語版） (2018年、OCN） - ユン・ファピョン役
- チェックメイト!〜正義の番人〜 (2019年、MBC） - チョ・ジンガプ役
- その男の記憶法 (2020年、MBC） - イ・ジョンフン役
- 君は私の春 (2021年、tvN） - チュ・ヨンド役
- 豚の王（朝鮮語版、英語版） (2022年、TVING） - ファン・ギョンミン役[10]
- 流れ星（朝鮮語版、英語版） - 特別出演[11]
- 偶然出会った、あなた（朝鮮語版） (2023年、KBS） - ユン・ヘジュン役[12]
- 有益な詐欺（朝鮮語版） (2023年、tvN） - ハン・ムヨン役[13]

### 広告
- SKテレコム (2005年)

### ミュージックビデオ
- 小規模(ソギュモ)アカシアバンド「So Goodbye」 (2004年)[14]
- 8eight「愛を失って私は歌う」 (2007年)[15]
- ユンナ「私のボーイフレンドをお願い」 (2010年)[16]
- god「雪が降る」 (2018年) [17]

## 受賞歴

### 2007年
- 第1回コリアドラマアワード 人気賞 (コーヒープリンス1号店 - チン・ハリム役)[18]

### 2009年
- 第17回利川春史大賞映画祭 共同演技賞 (国家代表!? - チェ・フンチョル役)[19]
- 第12回ディレクターズ・カット授賞式 今年の新人演技者賞 (国家代表!? - チェ・フンチョル役)[20]

### 2010年
- 第7回マックスムービー最高の映画賞 最高の男新人俳優賞 (国家代表!? - チェ・フンチョル役)[21]

### 2016年
- 第10回ケーブルＴＶ放送大賞 ベストキャラクター賞 (ライダーズ～明日をつかめ～ - チャ・ギジュン役)[22]

### 2018年
- 第23回春史映画祭 男優助演賞 (神と共に 第一章:罪と罰 - キム・スホン役)[23]
- 第38回黄金撮影賞 男優助演賞 (神と共に 第一章:罪と罰 - キム・スホン役)[24]
- 2018 大韓民国ベストスター賞 ベスト助演賞 (神と共に 第二章:因と縁 - キム・スホン役)[25]

### 2019年
- 今年のブランド賞 男優部門 [26]
- 第14回ソウルドラマアワード2019 (男性俳優賞) (チェックメイト！～正義の番人～ - チョ・ジンガプ役)[27]
- 2019コリアドラマアワード 男優最優秀演技賞 (チェックメイト！～正義の番人～ - チョ・ジンガプ役)[28]
- 2019 MBC演技大賞 大賞 / 最優秀賞(月火特別企画部門) (チェックメイト！～正義の番人～ - チョ・ジンガプ役)[29]

### 2020年
- 2020 MBC演技大賞 ベストカップル賞(その男の記憶法 - イ・ジョンフン役)※ヨ・ハジン役のムン・ガヨンと受賞[30]